# Nodwell Peaks
Die Nodwell Peaks sind zwei markante und 1,5 km auseinander liegende Berge im Grahamland auf der Antarktischen Halbinsel. An der Nordenskjöld-Küste ragen sie nordöstlich des Ferguson Ridge an der Ostflanke des Edgeworth-Gletschers auf.
Vermessungen, die der Falkland Islands Dependencies Survey zwischen 1960 und 1961 durchgeführt hatte, dienten ihrer Kartierung. Das UK Antarctic Place-Names Committee benannte sie 1964 nach dem kanadischen Unternehmen Robin-Nodwell Mfg. Ltd. aus Calgary, einem Hersteller von Kettenfahrzeugen, die in den 1960er Jahren in Antarktika zum Einsatz kamen.